# Brain (rzeka w Essex)
Brain – rzeka w Anglii w hrabstwie Essex. Dała nazwę miastu Braintree. 

## Charakterystyka
Na północy, przed Braintree rzeka znana jest jako Pods Brook która ma źródło w pobliżu wioski Bardfield Saling. Poniżej Braintree, rzeka Brain dołącza do Blackwater w rezerwacie Wheat Mead w mieście Witham.